# Tygelsjö
Tygelsjö – miejscowość (tätort) w Szwecji, w regionie administracyjnym (län) Skania, w gminie Malmö.
Według danych Szwedzkiego Urzędu Statystycznego liczba ludności wyniosła: 3420 (31 grudnia 2015), 3455 (31 grudnia 2018) i 3492 (31 grudnia 2019).